# Veliki komet iz leta 373 pr. n. št.
Véliki komet iz leta 373 pr. n. št. (znan tudi kot Aristotelov komet) je komet, ki so ga opazili pozimi med letoma 373 in 372 pr. n. št. Natančen dan prvega opazovanja ni znan.
Verjetno je ta komet opazoval tudi Aristotel. Komet je opisal v svoji knjigi Meteorologica iz leta 330 pr. n. št. .
V delu omenja, da se je komet pojavil v času velikega potresa v Ahaji. Grški zgodovinar Efor je poročal, da je komet razpadel na dva dela. Sodobni astronomi niso popolnoma prepričani, da je to res videl.